# Wolfgang Enders
Wolfgang Rudi Enders (* 20. September 1951 in Zwickau; † 4. März 2017 in Werdau) war ein deutscher Politiker (DDR-CDU, ab 1990 CDU) und Mitglied des Sächsischen Landtages.

## Leben und Beruf
Wolfgang Enders besuchte bis zur 10. Klasse die Schule in Steinpleis im Kreis Werdau (heute Landkreis Zwickauer Land). Es folgte eine Lehre als Rundfunk- und Fernsehmechaniker. 1978/80 absolvierte er sein Meisterstudium und war anschließend Werkstattmeister in der GHG-Technik Zwickau. Seit 1988 übernahm er einen selbständigen Handwerksbetrieb in Steinpleis.
Er war evangelisch-lutherisch, geschieden und hatte ein Kind.

## Politik
Wolfgang Enders war seit 1972 Mitglied der DDR-CDU und war für seine Partei 1974 bis 1979 in der Gemeindevertretung Steinpleis. Von 1979 bis 1989 übernahm er die Aufgabe des Vorsitzenden der Schiedskommission in Steinpleis.
Er wurde für die CDU Sachsen 1990 erstmals über den Wahlkreis Werdau (1994 über den Wahlkreis Zwickauer Land 2) in den Sächsischen Landtag gewählt. Bei der Landtagswahl 1990 konnte er sich mit 55,0 % und bei der Landtagswahl 1994 mit 61,2 % gegen seine Mitkandidaten durchsetzten. Bei der Landtagswahl 1999 kandidierte Enders nicht mehr. Im Landtag war er unter anderem Mitglied im Innenausschuss und im Untersuchungsausschuss Arbeitsfähigkeit des Sächsischen Landtages.